# Beaumé
Beaumé es una comuna francesa situada en el departamento de Aisne, en la región de Alta Francia.

## Demografía
| 161 | 145 | 112 | 123 | 113 | 118 | 87 |
| Para los censos de 1962 a 1999 la población legal corresponde a la población sin duplicidades (Fuente: INSEE [Consultar]) |     |     |     |     |     |    |